# Decapagem
Chama-se decapagem a todo o processo sobre superfícies metálicas que visa à remoção de oxidações e impurezas inorgânicas, como as carepas de laminação e recozimento, camadas de oxidação (como a ferrugem), crostas de fundição e incrustações superficiais.
Diferentes tipos de processos podem ser executados como decapagem, principalmente os seguintes:
- Decapagem Eletrolítica
- Decapagem Mecânica
- Decapagem Química
- Decapagem Térmica

## Processos de decapagem em metais ferrosos
Na fabricação de peças de aço e na indústria de aços planos, a decapagem tem grande importância, sendo aplicada entre as etapas de laminação a quente e a laminação a frio. Quando da saída do aço da etapa de laminação a quente, a superfície do aço passa por um resfriamento brusco, reagindo com o oxigénio do ar, produzindo uma camada de óxidos comumente chamado de carepa. 
Formam-se aí três óxidos, a magnetita, ou uma composição dos óxidos de ferro (II) e (III) (Fe3O4); a hematita, ou óxido de ferro (III) (Fe2O3); e a protoxita, óxido de ferro (II) (FeO). 
No que tange ao processo de decapagem, esta pode ser uma das decapagens citadas anteriormente, ou uma combinação delas. 
Quando trata-se de uma decapagem mecânica, remove-se total ou parcialmente a camada de óxidos, visando tornar mais fácil a posterior decapagem química. Neste tipo de decapagem, o objetivo é eliminar os óxidos e limpar completamente a superfície da chapa de aço, e é um tema desenvolvido no artigo decapagem por jacto abrasivo. A decapagem eletrolítica é feita através da submersão soluções ácidas, similarmente à decapagem química, mas com a variação de se aplicar corrente elétrica ao sistema, com vistas a ocorrer uma eletrólise. 
A decapagem térmica pode ser realizada por meio de remoção de gorduras por recozimento, limpeza por chama e limpeza com pó de ferro.
A decapagem química é adequada a aços ditos macios, por meio de mergulho em banhos de ácidos sulfúrico ou clorídrico concentrado, a uma temperatura de 100ºC e 85ºC respectivamente, duranto a imersão de um minuto a um mês. O processo se dá pela ação do íon sulfato e do íon cloreto oriundos do ácido sulfúrico e do ácido clorídrico, respectivamente, que vão reagir com o ferro do aço e produzir sulfato de ferro (II):
Fe2+ + 2 SO4- → FeSO4
E cloreto de ferro:
Fe2+ + 2 Cl- →  FeCl2
Com tais combinações do ferro ativo da superfície do metal, esta fica limpa.
Geralmente, já aos primeiros quinze minutos da imersão praticamente toda a camada de óxido é removida. Contudo, o tempo do banho de decapagem pode ser afetado por duas variáveis:
- Características específicas do aço a decapar: natureza do aço, composição, estrutura e espessura da camada dos óxidos.
- Características da solução do banho ácido: natureza do ácido, sua composição e temperatura da solução ao longo da imersão.

Após o período de imersão do produto de aço na solução ácida, é importante o posterior e imediato tratamento com abundância de água, até sob pressão, em jatos, para que não exista a possibilidade deste ser fragilizado pela corrosão, especialmente a chamada corrosão por pits.
Nas etapas químicas do processo de decapagem, estará incluída, geralmente, uma etapa de regeneração , visando eliminar o ferro proveniente da dissolução do aço no banho de decapagem, visando a recuperação de sua reatividade química e seu uso na linha de produção, nas etapas anteriormente descritas.
Os banho em ácido sulfúrico têm sido cada vez mais substituídos pelos banhos em ácido clorídrico, que têm uma capacidade de produção maior e uma superfície resultante mais uniforme e regular. Neste processo, o ácido é recuperado geralmente por um processo de pirohidrólise da solução, por meio da seguinte reação básica:
FeCl2 + H2O →  Fe + 2 HCl + 1/2 O2
Nesse processo, o ácido é recuperado totalmente.
Por outro lado, os banhos de decapagem em ácido sulfúrico funcionam com um processo de regeneração parcial, que consiste em precipitar o ferro sob a forma de sulfato heptahidratado (FeSO4.7H2O), por esfriamento e cristalização da solução.
Os subprodutos dos processos de decapagem, também apresentam diferenças quanto ao aproveitamento. O sulfato de ferro, como subproduto da decapagem em ácido sulfúrico, era utilizado na agricultura, sendo atualmente, quase abandonado. Os óxidos de ferro sob a forma de hematite, subprodutos da precipitação e filtragem da decapagem em ácido clorídrico, são utilizados em eletrônica, na fabricação ferrites, mas não ganham grande valor, pois contém muitas impurezas.

## Processos de decapagem em metais não ferrosos
Existem processos e composições similares adequados para a decapagem de metais não ferrosos, como os metais amarelos (cobre, latão, bronze e suas inúmeras variações e ligas), assim como para alumínio e suas ligas.